# Jacky Terrasson

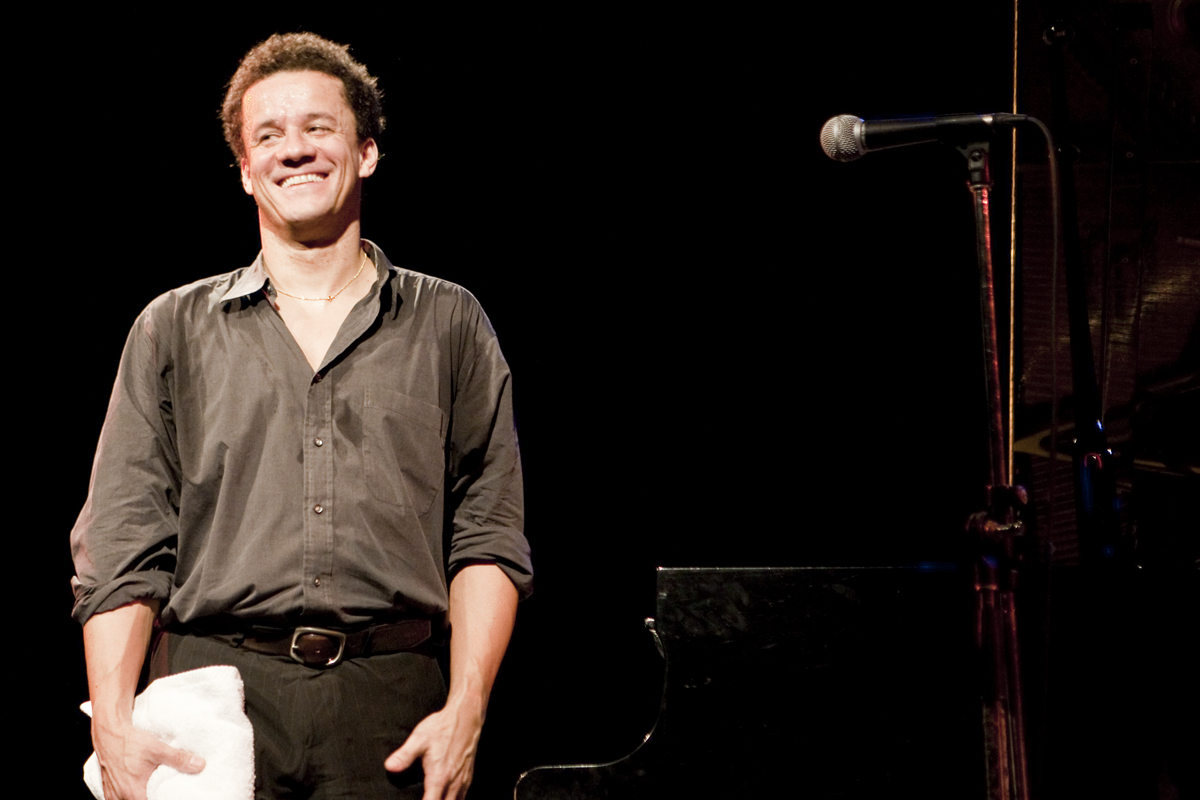
Jacky Terrasson im Dortmunder Domicil, März 2010

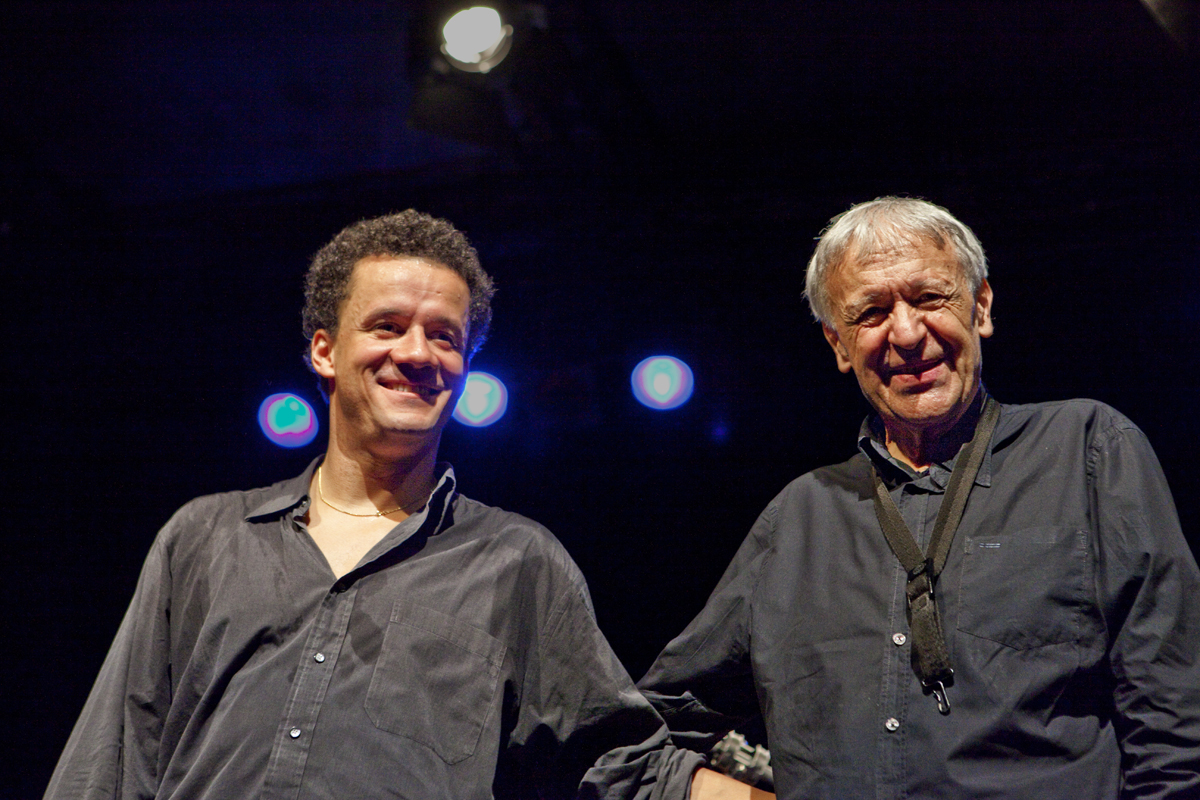
Jacky Terrasson und Michel Portal im Dortmunder Domicil, März 2010

Jacky Terrasson (* 27. November 1965 in Berlin als Jacques-Laurent Terrasson) ist ein französisch-amerikanischer Jazz-Pianist.

## Leben und Wirken
Der Sohn eines französischen Computerspezialisten und einer amerikanischen Innenausstatterin erhielt in Paris eine klassische Klavierausbildung. 1985 begann er ein Studium am Berklee College of Music in den USA, das er aber abbrach, da es ihn schon bald zu langweilen begann. Nach Auftritten in Clubs in Chicago wurde er 1991 Mitglied der Band von Art Taylor. Während einer Aufnahme traf er auf Betty Carter, die er daraufhin fast ein Jahr als Pianist begleitete. 1996 war er Pianist und Arrangeur von Jimmy Scotts Album Heaven; 1997 nahm er mit Cassandra Wilson Rendezvous auf. Auch Dianne Reeves und Dee Dee Bridgewater begleitete er als Pianist. Außerdem wirkte er an Alben von Rigmor Gustafsson, Stefon Harris, Stefano Di Battista, Sylvain Luc (Joko, 2006), Charles Aznavour und Tom Harrell mit.
Seit Mitte der 1990er Jahre leitet er das Jacky Terrasson Trio, in dem er von Ugonna Okegwo am Bass und Leon Parker am Schlagzeug begleitet wurde, 2012 gebildet von Burniss Travis am Bass und Justin Faulkner (Schlagzeug).

## Preise und Auszeichnungen
Bei dem jährlich für eine Instrumentengruppe ausgetragenen, internationalen Jazz-Wettbewerb gewann Terrasson 1993 den Thelonious Monk-Award als "Talentiertester Pianist". 1995 wurde sein erstes Album Jacky Terrasson von der Académie du Jazz mit dem Prix Boris Vian ausgezeichnet. 2003 wurde ihm von der gleichen Institution der Prix Django Reinhardt als französischer Jazzmusiker des Jahres verliehen. Ebenfalls 2003 erhielt er für Smile den Preis Les Victoires du Jazz als bestes französisches Jazzalbum des Jahres. Das von ihm arrangierte und gemeinsam mit Emmanuel Pahud eingespielte Album Into the Blue wurde im selben Jahr für einen Grammy nominiert. 2020 kam sein Album 53 auf die Quartals-Bestenliste des Preises der deutschen Schallplattenkritik.

## Diskographische Hinweise
- Jacky Terrasson Quartet – What's New (Jazz aux Ramparts, 1994)
- Lover Man mit Ugonna Okegwo, Leon Parker (Blue Note Records, 1994)
- Jacky Terrasson mit Ugonna Okegwo, Leon Parker (Blue Note, 1994)
- Reach mit Ugonna Okegwo, Leon Parker (Blue Note, 1996)
- Jacky Terrasson & Cassandra Wilson: Rendezvous mit Mino Cinelu, Kenny Davis, Lonnie Plaxico (Blue Note, 1997)
- Alive mit Ugonna Okegwo, Leon Parker (Blue Note, 1998)
- What It Is mit Michael Brecker, Jay Collins, Xiomara Laugart, Grégoire Maret, Rick Centalonza (Blue Note, 1999)
- A Paris... mit Stefano Di Battista, Minino Garay, Terreon Gully, Stefon Harris, Biréli Lagrène, Gregoire Maret, Ugonna Okegwa, Leon Parker, Rémi Vignolo (Blue Note, 2000)
- Moon & Sand mit Tom Harrell (Jazz aux Ramparts, 2001)
- Smile mit Eric Harland, Rémi Vignolo (Blue Note, 2002)
- Mirror, solo (Blue Note, 2007)
- Push (Concord Jazz, 2010), u. a. mit Matthew Stevens
- Gouache mit Michel Portal, Cécile McLorin Salvant, Stéphane Belmondo (EmArcy/Universal, 2012)
- Take This mit Sly Johnson, Burniss Travis, Lukmil Pérez, Adama Diarra (Impulse!/Universal France, 2015)
- Jacky Terrasson & Stéphane Belmondo: Mother (Impulse! 2015)